# 忍者小英雄
《忍者小英雄》（日语：伊賀野カバ丸），是亚月裕创作的日本漫画。漫画于1979年至1981年在集英社旗下杂志《别册玛格丽特》连载，单行本全12册，另外还有外传2册。改编真人电影于1983年8月6日上映。改编动画于1983年10月20日至1984年3月29日在日本电视台播出。
2015年，出版漫画续作《忍者小英雄 后传》。
电子游戏《十三机兵防卫圈》里的比治山隆俊是以伊贺野影丸为原型创造的。

## 脚注
1. 1 2  . 人民网.   [2021-09-12]. （原始内容存档于2021-09-12）.
2. ↑  . 新浪網.   [2021-09-11]. （原始内容存档于2021-09-11）.